# Ställtid
Ställtid (en Changeover) innebär tid att ställa i ordning, ställa av och ställa om, det vill säga tiden mellan så kallad produktiv tid.
Ordet anges komma från tryckeribranschen. Ställtid var tiden då tryckpressen inte rullade inför nästa tryckning. Senare har begreppet använts även gällande andra maskiners tillverkning av olika produkter. Enligt "Single Minute Exchange of Die" (SMED), av japanen Shigeo Shingo, kan man även skilja på inre ställtid (internal/IED) som innebär att maskinen/linjen stoppas, respektive yttre ställtid (external/OED) varvid moment kan utföras utan att maskinen/linjen stoppas.
Ställtid populariserades 1999 med Bodil Jönssons bok Tio tankar om tid.
Begreppet har sedan dess även diskuterats inom andra områden, exempelvis inom sjukvården diskuterades ställtid 2005 angående undersköterskors och läkarsekreterares uppgifter och även tiden mellan olika operationer har diskuterats. Inom utbildningsområdet förekommer begreppet också, exempelvis anger Lärarförbundet att ställtid är skilt från rast.

### Notförteckning
1. ↑  Jardenberg, Joakim (14 juli 2011). ”Skillnaden på dödtid och ställtid”. Jardenberg. https://jardenberg.se/skillnaden-pa-dodtid-och-stalltid/. Läst 19 augusti 2017.
2. ↑  Mattsson, Susanna (21 oktober 2006). ”Bodil Jönsson vill inte ge råd om tid”. Metro. Metro. Arkiverad från originalet den 19 augusti 2017. https://web.archive.org/web/20170819205910/https://www.metro.se/artikel/bodil-j%C3%B6nsson-vill-inte-ge-r%C3%A5d-om-tid-xr. Läst 19 augusti 2017.
3. ↑  Offerman, Catrin (16 april 2003). ”Industrin inspirerar till effektiv sjukvård”. Kvalitetsmagasinet. http://kvalitetsmagasinet.se/industrin-inspirerar-till-effektiv-sjukvard/. Läst 20 augusti 2017.
4. ↑  ”Ställtid på gång för all personal på fritidshemmen i Solna”. Lärarförbundet. 23 april 2015. Arkiverad från originalet den 19 augusti 2017. https://web.archive.org/web/20170819191345/https://www.lararforbundet.se/avdelningar/solna/artiklar/stalltid-pa-gang-for-all-personal-pa-fritidshemmen-i-solna. Läst 19 augusti 2017.